# Marinestützpunkt Ramsund
Die Ramsund orlogsstasjon ist ein Marinestützpunkt der Norwegischen Seestreitkräfte, bestehend aus der norwegischen Marine und der Küstenwache Norwegens.
In den Jahren 2011 bis 2024 war Ramsund lediglich ein Ausbildungsstützpunkt. Nach Beginn der russischen Vollinvasion der Ukraine beschloss die Regierung, hier wieder eine Kampfeinheit, das Marinejegerkommandoen (MJK), vergleichbar dem deutschen KSM, zu stationieren, wozu die Basis von 2024 bis 2026 zunächst hergerichtet werden muss. Daneben soll er vermehrt als logistische Drehscheibe, auch von US-Truppen, fungieren.

## Lage
Der Stützpunkt liegt in Ramsund in der Kommune Tjeldsund, etwa fünf Kilometer Luftlinie westlich des Flughafens Harstad/Narvik.